# الدين في هونغ كونغ
الدين في هونغ كونغ  (2016)
يمارس معظم سكان هونغ كونغ من أصل صيني الديانة الشعبية الصينية  – والتي قد تشمل العقائد الكونفوشيوسية والطاوية والتقاليد الطقسية – أو البوذية، ومعظمها من النوع الصيني.
وفقًا للإحصاءات الرسمية عام 2016، هناك أكثر من مليون بوذي، وأكثر من مليون طاوي، و480 ألف بروتستانتي، و379 ألف كاثوليكي، و300 ألف مسلم، و100 ألف هندوسي، و12 ألف سيخي.